# ينس شونغارت
ينس شونغارت (بالألمانية: Jens Schöngarth) مواليد 7 ديسمبر 1988 في إمندينغن، ألمانيا، هو لاعب كرة يد ألماني يلعب كظهير أيمن. مثل منتخب ألمانيا لكرة اليد.

## سجل المنافسة
شارك في البطولات التالية:
- بطولة العالم لكرة اليد للرجال 2015